# Instituto Profesional de Chillán Televisión
Instituto Profesional de Chillán Televisión, también conocido como Iproch TV o simplemente Canal 10, fue un canal de televisión local chileno, con sede en la ciudad de Chillán, actual capital de la Región de Ñuble. En la actualidad su frecuencia es utilizada por Chilevisión.

## Historia
Los orígenes de la televisión local en Chillán se remontan a 1982, cuando el rector del Instituto Profesional de Chillán (Iproch), Carlos Polanco, junto al profesor Norman Ahumada Gallardo, desarrollaron un proyecto de tele-educación, que al año siguiente se convertiría en un canal de televisión local, iniciando sus transmisiones oficialmente el 24 de diciembre de 1983. Al poco tiempo se inicia un convenio con Universidad de Chile Televisión para retransmitir su programación en diferido, lo cual se mantendrá durante el resto de la existencia de Iproch TV.
Hacia 1984 las dependencias del canal se encontraban en el cuarto piso de la Casa central del Iproch, ubicada en 18 de Septiembre 580, frente a la Plaza de Armas de la ciudad, y su equipo se conformaba por 9 personas, además de colaboradores y comentaristas, mientras que las transmisiones abarcaban un radio aproximado de 5 kilómetros. Dentro de los hitos técnicos que tuvo en su primer año de vida fue la emisión en vivo del festival musical "Canta Chillán".
El canal sirvió de semillero para profesionales que se desempeñaron posteriormente en otros medios, como por ejemplo la periodista Carolina Jiménez Mery, quien se convertiría en presentadora de noticias de Mega, Chilevisión, TVN y Canal 13. El locutor Artemio Gutiérrez se desempeñó en la lectura del informativo Panorama de Ñuble entre 1986 y 1987. También se produjeron diferentes hitos programáticos, como la emisión de los partidos de Colo Colo en la Copa Libertadores de 1991 o los funerales de Claudio Arrau en el mismo año.
En 1990, Norman Ahumada dejó la dirección de Iproch TV, siendo reemplazado por el ingeniero Domingo Díaz. El 11 de marzo de 1991 un incendio destruyó por completo las dependencias del canal, incluyendo su archivo audiovisual, por lo que en los meses siguientes se conformó el Comité Pro-Recuperación de Canal 10, encabezado por el gobernador de la provincia de Ñuble, Carlos Abel Jarpa y que buscaba recaudar fondos para reconstruir la estación televisiva; a través de dicha campaña se logró recolectar 18 millones de pesos con los que fue adquirida una antena y un transmisor de un kilowatt fabricados en Estados Unidos. A fines de octubre de 1991 las transmisiones fueron reiniciadas, esta vez bajo el nombre de Canal 11 RTU Chillán y trasladando su frecuencia de la señal 10 al 11 debido a un reordenamiento del espectro radioeléctrico dado el arribo de Megavisión a la zona a través del canal 9.
A fines de 1993 la señal cerró debido al inminente arribo del canal Chilevisión, señal sucesora del canal de la Universidad de Chile y propietaria legal de la frecuencia del canal en Chillán. Chilevisión inició sus transmisiones en Chillán el 1 de enero de 1994 a través de la frecuencia 11.

## Programas
- Panorama de Ñuble (noticias)
- El Tiempo (informe meteorológico)
- Teledeporte (deportes)
- Hablemos de... (conversación)